# Alessandro Ajres
Alessandro Ajres (ur. 1974) – wykładowca języka polskiego na Uniwersytecie w Turynie we Włoszech.

## Życiorys
Tytuł magistra otrzymał w 2000 za pracę o Gustawie Herlingu-Gruzińskim na Uniwersytecie Turyńskim. W 2003 uzyskał stopień doktora za dysertację napisaną pod kierunkiem Krystyny Jaworskiej, a poświęconą awangardzie dwudziestolecia międzywojennego i jej związku ze sztuką. Od 2009  jest wykładowcą na Uniwersytecie Turyńskim. W 2018 uzyskał habilitację za całokształt pracy naukowej.

## Zainteresowania badawcze
W swojej pracy zajmuje się współczesną polską literaturą i jej związkami ze sztuką – teatrem, kinem, malarstwem. Aktualnie pracuje nad projektem współfinansowanym przez NAWA dot. Hip hopu i literatury na Górnym Śląsku.

## Wybór publikacji
- L’autobiografia italiana nei racconti di Gustaw Herling-Grudziński (monografia) Roma: Aracne, 2018. ISBN 978-88-255-1246-5.
- Tommaso Fiore e i corvi di Varsavia, „Polono-Italica Fabrica Litterarum” 2020,nr 1 (2)[1]
- Gustaw Herling-Grudziński e la letteratura italiana del XX secolo’, „Poznańskie Studia Polonistyczne Seria Literacka” 2020, nr 39 (59), s. 183–193.
- Emigracja europejska jako początek legendy Marka Hłaski, w: Paryż, Londyn, Monachium, Nowy Jork. Powrześniowa emigracja niepodległościowa na mapie kultury nie tylko polskiej, red. E. Rogalewska, V. Wejs-Milewska, tom 2, Białystok: Wydawnictwo Uniwersytetu w Białymstoku, 2016, ISBN 978-83-7431-463-3.
- Juliusz Słowacki, przestrzeń poetycka a florenckie cmentarze, w: Geografia Słowackiego, red. D. Siwicka, M. Zielińska, Warszawa: Fundacja Akademia Humanistyczna, Instytut Badan Literackich PAN, 2012. ISBN 978-83-61750-14-7.
- Bruno Jasieński, Brucio Parigi, tłum. A. Ajres, Torino, Miraggi 2019. ISBN 978-88-3386-029-9[2].